# المعهد الإسلامي في تورونتو
المعهد الإسلامي في تورونتو (بالإنجليزية: Islamic Institute of Toronto)‏ هو معهد تعليمي غير ربحي مسجل فيدرالياً، يقع في أونتاريو في كندا.
أسس عام 1996 لتشجيع الالتحاق بالكليات والجامعات الإسلامية وتشجيع البحث العلمي مع المنظمات الدينية الأخرى، وتقوية نسيج المجتمع الكندي ونشر روج التسامح.
تدرس العديد من المناهج الإسلامية ومنها: الشريعة والفقة والدراسات القرآنية والتاريخ الإسلامي واللغة العربية.